# Canadair CL-41 Tutor
Il Canadair CL-41 Tutor è un addestratore intermedio monomotore turboventola progettato e costruito dall'azienda aeronautica canadese Canadair dagli anni sessanta.
Caratterizzato da una configurazione ad ala bassa, piano di coda verticale "a T" e un abitacolo a 2 posti affiancati, viene utilizzato principalmente dalla Canadian Forces Air Command, precedentemente Royal Canadian Air Force, per la formazione dei propri piloti militari. Benché radiato dal servizio come addestratore militare, alcuni CL-41 Tutor dismessi e ceduti sul mercato dell'aviazione generale continuano a rimanere in condizioni operative.

## Storia del progetto
Il progetto del CL-41 fu sviluppato dal Canadair Preliminary Design department. Il progetto era riferito ad un velivolo a getto con configurazione monoplana ad ala bassa caratterizzato dall'impennaggio a T e carrello d'atterraggio triciclo anteriore completamente retrattile. I controlli di volo erano manuali ad attuazione meccanica e ritorno a molla. La cabina di pilotaggio, dotata di un cupolino incernierato posteriormente, poteva essere pressurizzata con una pressione differenziale pari a 3 psi (20 kPa), equivalente a circa 2 000 m di quota.
L'abitacolo era progettato per accogliere i due membri dell'equipaggio affiancati per poter provvedere alla formazione degli allievi sia al livello elementare del pilotaggio di un velivolo a reazione, sia per l'addestramento avanzato. Il prototipo venne portato in volo per la prima volta il 13 gennaio 1960.
Un'area critica del progetto fu il posizionamento dell'elemento verticale dell'impennaggio (deriva). Il CL-41 era infatti destinato a dimostrare la possibilità di uscire facilmente dalla vite e se la deriva fosse stata posizionata troppo avanti questa sarebbe stata impossibile da iniziare mentre se posizionata troppo all'indietro l'uscita sarebbe risultata altrettanto impossibile. I test effettuati su un modello per la galleria del vento riuscirono tuttavia a determinare la posizione ottimale. Inizialmente il modello era dotato di un impennaggio cruciforme ma in seguito fu rivisto adottando la configurazione a T eliminando la parte al di sopra dei due stabilizzatori.

## Versioni

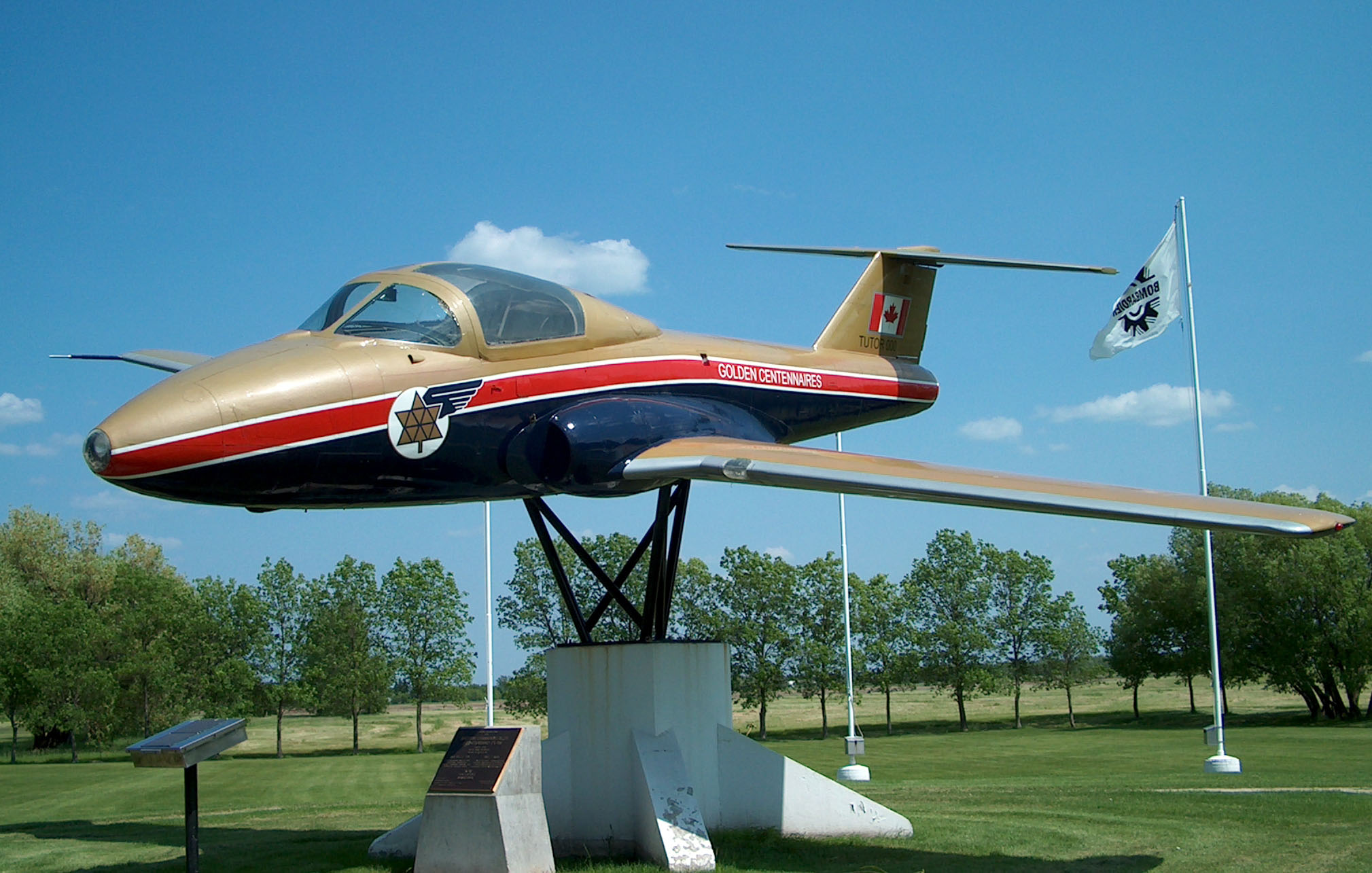
Il prototipo del CL-41 Tutor esposto al Southport Aerospace, Manitoba nella livrea Golden Centennaires.

CL-41
due prototipi, marche CF-LTW-X e CF-LTX-X, usati per il programma di sviluppo.
CL-41A
versione di serie da addestramento intermedio destinata alla RCAF, poi AIRCOM, e designata CT-114 dalle forze armate canadesi. Prodotta in 190 esemplari, alcuni dei quali modificati con generatori di fumogeni e destinati alla pattuglia acrobatica Snowbirds.
CL-41G
versione da attacco al suolo leggero destinata alla Malesia, prodotta in 20 esemplari ribattezzati localmente "Tebuan".
CL-41R
designazione della conversione del CL-41 CF-LTX-X modificato con un allungamento anteriore della fusoliera di provenienza CF-104, utilizzata come dimostratore per il radar e l'avionica adottata dal CF-104/F-104G.

## Utilizzatori
Canada
- Royal Canadian Air Force

 Canada
- Royal Canadian Air Force

opera con 190 designati CT-114 Tutor.
 Malaysia
- Tentera Udara Diraja Malaysia

opera con 20 CL-41G Tutor.

## Velivoli comparabili
India
- HAL HJT-16 Kiran

 Regno Unito
- BAC Jet Provost

 Stati Uniti
- Cessna T-37 Tweet

 Svezia
- Saab 105

### Riviste
- (EN)  Roy W. Dishlevoy "Hatching the Snowbirds: The Canadair CL-41/CT-114 Tutor, Its Early History Remembered." CAHS Journal, Vol, 45, No. 1, Spring 2007.